# Gastrodia angusta
Gastrodia angusta là một loài thực vật có hoa trong họ Lan. Loài này được S.Chow & S.C.Chen mô tả khoa học đầu tiên năm 1983.